# Kosianka Leśna
Kosianka Leśna [kɔˈɕanka ˈlɛɕna] est un village polonais de la gmina de Grodzisk dans le powiat de Siemiatycze et dans la voïvodie de Podlachie. Il se situe à environ 2 kilomètres à l'ouest de Grodzisk, à 20  kilomètres au nord-ouest de Siemiatycze et à 67 kilomètres au sud-ouest de Bialystok. 
Le village compte approximativement 60 habitants.